# Сьенага-де-Оро
Сьенага-де-Оро (исп. Ciénaga de Oro) — город и муниципалитет на севере Колумбии, на территории департамента Кордова.

## История
Поселение, из которого позднее вырос город, было основано 16 декабря 1776 года доном Антонио де Ла-Торре-и-Мирандой.

## Географическое положение

Муниципалитет Сьенага-де-Оро

Город расположен на северо-востоке центральной части департамента, в пределах Прикарибской низменности, на берегах реки Агуас-Приетас, на расстоянии приблизительно 26 километров к северо-востоку от города Монтерии, административного центра департамента. Абсолютная высота — 16 метров над уровнем моря.
Муниципалитет Сьенага-де-Оро граничит на севере с территорией муниципалитета Чима, на северо-западе — с муниципалитетом Сан-Пелайо, на западе — с муниципалитетами Сан-Карлос и Серете, на юге — с муниципалитетом Пуэбло-Нуэво, на востоке — с муниципалитетом Саагун, на северо-востоке — с муниципалитетами Чину и Сан-Андрес-де-Сотавенто. Площадь муниципалитета составляет 751 км².

## Население
По данным Национального административного департамента статистики Колумбии, совокупная численность населения города и муниципалитета в 2015 году составляла 64 226 человек.
Динамика численности населения муниципалитета по годам:
| 2005   | 2006   | 2007   | 2008   | 2009   | 2010   | 2011   | 2012   | 2013   | 2014   | 2015   |
| ------ | ------ | ------ | ------ | ------ | ------ | ------ | ------ | ------ | ------ | ------ |
| 53 145 | 54 137 | 55 161 | 56 215 | 57 289 | 58 394 | 59 521 | 60 674 | 61 846 | 63 031 | 64 226 |

Согласно данным переписи 2005 года мужчины составляли 51 % от населения Сьенага-де-Оро, женщины — соответственно 49 %. В расовом отношении белые и метисы составляли 89,4 % от населения города; индейцы — 9,9 %; негры, мулаты и райсальцы — 0,7 %.
Уровень грамотности среди всего населения составлял 76,8 %.

## Экономика
Основу экономики Сьенага-де-Оро составляет сельское хозяйство.
57,9 % от общего числа городских и муниципальных предприятий составляют предприятия торговой сферы, 30,6 % — предприятия сферы обслуживания, 11,3 % — промышленные предприятия, 0,2 % — предприятия иных отраслей экономики.

## Транспорт
Через город проходит национальное шоссе № 74 (исп. Ruta Nacional 74).